# Fréauville
Fréauville är en kommun i departementet Seine-Maritime i regionen Normandie i norra Frankrike. Kommunen ligger i kantonen Londinières som tillhör arrondissementet Dieppe. År 2022 hade Fréauville 144 invånare.

## Befolkningsutveckling
Antalet invånare i kommunen Fréauville
| Referens: INSEE |